# Norrie (Kolorado)
Norrie – jednostka osadnicza w Stanach Zjednoczonych, w stanie Kolorado, w hrabstwie Pitkin.